# Talleitspitze
Talleitspitze är ett berg i Österrike.   Det ligger i distriktet Imst och förbundslandet Tyrolen, i den västra delen av landet. Toppen på Talleitspitze är 3 407 meter över havet.
Den högsta punkten i närheten är Kreuzspitze, 3 455 meter över havet, söder om Talleitspitze. Närmaste samhälle är Vent (del av Sölden), nordost om Talleitspitze. 
Trakten runt Talleitspitze består i huvudsak av kala bergstoppar och isformationer.